# Wynyard Court House
Das Wynyard Court House ist das Gerichtsgebäude der in der kanadischen Provinz Saskatchewan gelegenen Kleinstadt Wynyard. Das 1927/28 nach einem Entwurf des seinerzeitigen Provinzbaumeisters Maurice Sharon errichtete Bauwerk steht seit 2002 unter Denkmalschutz.
Das Gerichtsgebäude entstand im Zuge einer Reform der Justizverwaltung, die in der 1905 eigenständig gewordenen Provinz in den 1920er Jahren durchgeführt wurde, und die die Einrichtung einer Reihe neuer Gerichtsbezirke vorsah. Der mit dem Bau der zehn zugehörigen Justizgebäude beauftragte Sharon entwarf, ganz nach Art der zu dieser Zeit üblicherweise errichteten öffentlichen Gebäude in der Region im Beaux-Arts-Stil, zunächst das Gerichtsgebäude von Yorkton. Für die darauffolgenden neun weiteren hingegen entschied er sich für den Colonial-Revival-Stil. Errichtet wurden die Gerichtsgebäude in Kerrobert, Prince Albert, Weyburn und Estevan in einer größeren, in Gravelbourg, Shaunavon, Melfort, Assiniboia und auch das in Wynyard in einer standardisierten, kleineren Version.
Das zweistöckige Gebäude wurde aus roten Backsteinen erbaut. Sein Walmdach mit einem Dachgesims aus Metall wird von einem zentralen hölzernen Dachreiter gekrönt, er dient der Belüftung. Den nach Süden ausgerichteten Eingang ziert ein in weißer Farbe gestrichenes Portal, bestehend aus zwei vorgeschalteten Säulen, welche einen kleinen, vorkragenden Balkon stützen. Im Court House hat unverändert das Provinzgericht seinen Sitz, der einzige Gerichtssaal befindet sich im Obergeschoss.